# Pinellia peltata
Pinellia peltata là một loài thực vật có hoa trong họ Ráy (Araceae). Loài này được C.Pei miêu tả khoa học đầu tiên năm 1935.